# グレイハウンド・バス博物館

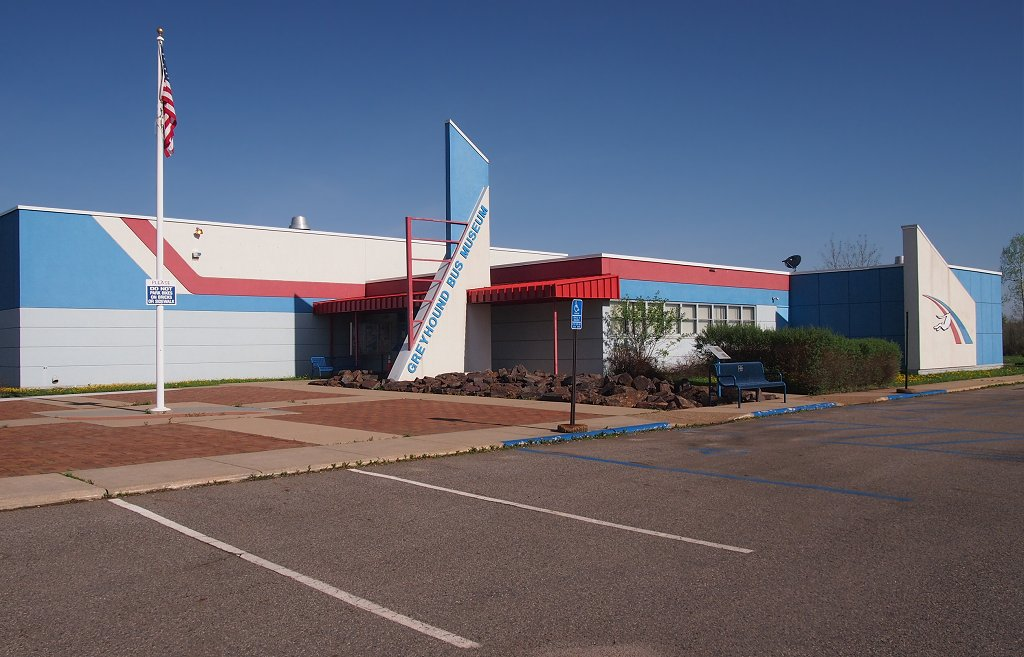
施設外観

グレイハウンド・バス博物館（グレイハウンド・バスはくぶつかん、Greyhound Bus Museum）は、アメリカ合衆国ミネソタ州ヒビングにある博物館。長距離バス会社グレイハウンド・ラインズの発展の歴史を様々な資料で展示するとともに、多数の歴史的車両を保存している。

## 創業地
ヒビングは、グレイハウンドの創業者であるエリック・カール・ウィックマン(Eric Carl Wickman)とアンドリュー・"バス・アンディ"・アンダーソン(Andrew "Bus Andy" Anderson)が、近隣のアリス(Alice)という村（現在はヒビングの一部）との間で、おもに炭鉱労働者たちを運ぶために乗合自動車事業を始めた場所である。このとき使用されたのは、1914年型ハップモービル(Hupmobile)であった。
しかし、1980年代までにグレイハウンドのヒビングへの路線は廃止され、ターミナル跡は整備されないまま放置されていた。

## 沿革
博物館は、1989年9月に、グレイハウンド・バス・オリジン・センター(Greyhound Bus Origin Center)という名称で、ヒビング市庁舎跡の一部に開館した。これは、ジーン・ニコレリ(Gene Nicolelli)という地元の男性が、熱心に取り組んで誕生させたもので、ニコレリは、ヒビングのグレイハウンド・ターミナル跡でバス事業発祥の地としてヒビングを讃える銘板を発見した人物である。開館以来、この博物館は、グレイハウンド・ラインズの運行に関した多数のバスを入手してきた。展示は、グレイハウンドの社史や、第二次世界大戦時の貢献などがおもな内容となっており、歴史的な記念物が多数陳列されている。

## 歴史的車両
- 1914 Hupmobile
- 1927 White
- 1936 "Super Coach"

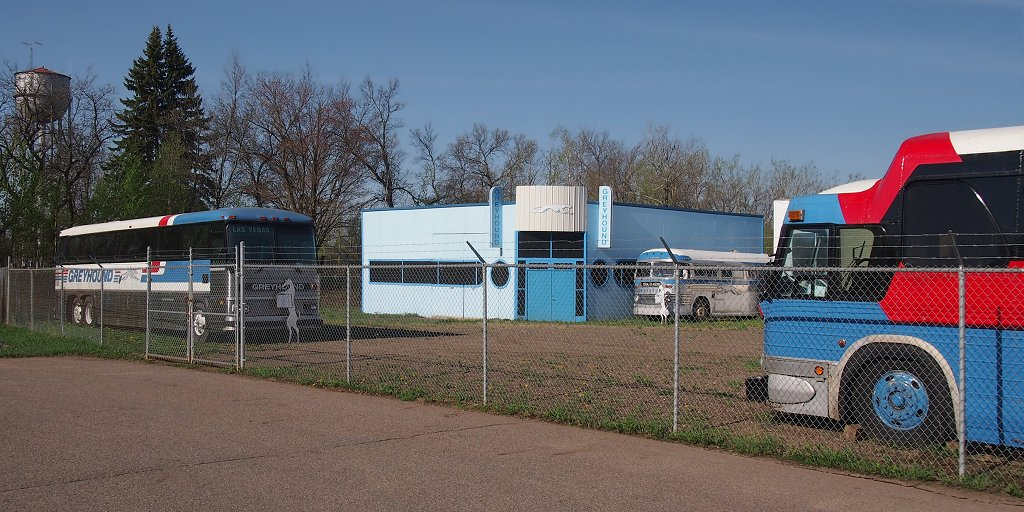
展示車両（一部）

- 1947 "Battle of Britain"
- 1947-48 AFC "Brill"
- 1948 "Silverside"
- 1955 Courier 96
- 1956 Scenicruiser
- 1964 GMC PD4106
- 1967 "Buffalo"
- 1969 "Buffalo"
- 1977 MC8 - "Americruiser"
- 1982 MCI-9

## 常設展示
- The men and machines that created Greyhound Bus Lines: 「グレイハウンド・バス・ラインを生み出した人々と機械」- 写真や記念物による展示
- The Greyhound Story: 「グレイハウンド物語」- ビデオ上映による社史紹介
- The car they could not sell: 「売れなかった車」- ヒビング＝アリス間の2マイルから、世界最大のバス会社へと発展した企業家精神の物語